# Evile
Evile是一個英國鞭笞金屬團體，在2000年於哈德斯菲爾德成立。

## 樂團歷史
主唱兼吉他手Matt Drake及鼓手Ben Carter為高中同學，同樣喜歡金屬製品（Metallica），合組樂團以翻唱他人歌曲為主。後來加入Matt Drake的兄弟Ol Drake當主奏吉他手，而隨後貝斯手Mike Alexander主動加入。他們自己錄了兩張EP，All Hallows Eve以及Hell。在2006年獲得機會替Exodus的歐洲巡迴開場，名聲漸漸打開，並得到Earache Records的一張合同。他們在2007年發行第一張專輯Enter the Grave。
Evile在2008年初替Megadeth的歐洲巡迴開場，四月份與Exodus歐洲巡迴演出，六月份參與法國的Hellfest。

2009年十月五號當Evile正參與Amon Amarth的巡迴演出時，貝斯手Mike Alexander因肺栓塞逝世於瑞典的呂勒奧。

2009年十二月Evile舉辦兩場音樂會掉念Mike Alexander。

2009年十二月十六號宣布新的貝斯手為Joel Graham。

2011年推出專輯Five Serpent's Teeth。

## 作品
- 2004年－All Hallows Eve（EP）
- 2006年－Hell（EP）
- 2007年－Enter the Grave
- 2009年－Infected Nations
- 2011年－Five Serpent's Teeth

## 外部連結
- Evile官網（页面存档备份，存于）
- Evile的MySpace（页面存档备份，存于）